# Centro geográfico
O centro geográfico de uma área da superfície terrestre, seja um continente, país, região, ilha, estado, província, é um conceito de difícil definição, sendo um ponto geográfico de difícil determinação exata. Assim, muitos locais reivindicam essa qualificação nos diversos continentes, países, províncias, estados, etc.

## Determinação
Pode-se, de forma resumida, definir como centro geográfico como o centro geométrico ou centroide da figura (mapa) do local (continente, país, região, estado, província, cidade, etc). O mapa em questão deve estar na projeção cartográfica adequada para a localização, latitude, do país, região, etc.
- num país de formato não muito irregular esse local seria o centro geodésico da figura do mapa, um ponto para o qual a maioria das linhas retas que passem por tal ponto atinjam as fronteiras em dois pontos equidistantes desse centro, ou ainda o ponto do país cuja menor distância às fronteiras ou litoral fosse a maior possível.
- Ou, sobre um mapa do país divide-se toda a superfície do mesmo em pequenos triângulos (ou quadrados) de dimensões idênticas. A quantidade dos triângulos depende da superfície do país, das características de maior ou menor regularidade do contorno da área, da precisão desejada. Conhecidos métodos geométricos e matemáticos vão definir um ponto (centro geográfico) cujo somatório das distâncias (vetores) aos centros de todos os triângulos é o menor. Por exemplo, na determinação do Centro geográfico do México foram usados mais de 50 000 vetores.[3]
- para qualquer área, de forma regular ou irregular, esse ponto seria como um "Centro de gravidade" de uma hipotética figura de pouca espessura que representasse o mapa do país. Assim, um método leigo, empírico e aproximado de determiná-lo é a confecção de um mapa de contorno de uma área, de um país, cortado de uma placa bem plana e lisa, pouca e invariável espessura, feito em material rígido, homogêneo. Suspendendo a placa por pelo menos dois pontos chega-se ao centro de gravidade da mesma, o qual é, como boa aproximação, o centro geográfico daquela área, país, estado, etc. Para países muito extensos (Rússia, Estados Unidos, Canadá, China, Brasil, etc) pode haver algumas distorções, uma vez que, a rigor, o centro de gravidade deveria estar fora do plano do "mapa".

Geógrafos, cartógrafos, com apoio de topógrafos e outros especialistas fazem esses estudos, os quais são, mesmo assim, objeto de interpretações diversas, de contestações. Variam os critérios do que deve ou não ser considerado em cada país ou continente - os limites, as ilhas, territórios de ultramar, etc.
A determinação é, por vezes, marcada por decisão política, uma vez que não há uma norma internacional que defina isso. Muitos dos centros geográfico dos continentes, países e de algumas das subdivisões são marcados por Monumentos específicos para esse fim.
As coordenadas das nações informadas no CIA World Factbook nem sempre são aquelas obtidas através de cálculos detalhados, nem a CIA informa o critério utilizado.

## Europa
Há vários locais da Europa que reivindicam essa dita honra. Os cálculos variam em função da consideração ou não de certas ilhas, dos limites considerados no leste
São, entre outros:
- Bemotai ou Purnuškės nas proximidades de Vilnius, na Lituânia - 54°40'N   25°19'L
- ponto na ilha de Saaremaa na Estônia - 54°25'N  22°30'L
- Krahule, próxima a Kremnica na Eslováquia - 48°44'N  18°56'L
- pequena cidade de Rakhiv no oeste da Ucrânia - 48°03'N    24°12'L
- Suchowola (53°34'N  23°06'L), ao norte de Białystok, nordeste da Polônia; também na Polônia, no norte central, em Toruń (53°1'N  18°37'L).
- Polotsk na Bielorrússia - 55°29'N   28°48'L;

Ver Centro da Europa;

### França
Diferentes critérios, cálculos e mesmo reivindicações definem mais de um ponto com essa particularidade:
- Bruère-Allichamps, cálculo mais antigo, não considera a Córsega
- Vesdun, considera todas as ilhas costeiras - 46° 32' N   2° 26' L
- Sarzay - 46°36'13"N 1°53'17"E - é o centro do menor círculo que contém toda a França, o qual passa a noroeste por Trémazan , a nordeste pela floresta de Lauterbourg, no sudeste por Menton
- outros, como Chazemais, Farges-Allichamps, Huriel, Nassigny, Saulzais-le-Potier ; alguns dos quais consideram o peso relativo de montanhas e maciços.

### Itália
O centro geográfico da Itália está em Narni (Ponte de Cardona), Úmbria, não distante de Roma (42º30'26,58" N - 12º32'16,86" O).
Também reivindicam essa posição Rieti (Lácio) e Monteluco (Úmbria).

### Noruega
São vários os pontos que reivindicam ou são considerados como o centro geográfico da país, em função de diversos critérios:
- sem considerar Svalbard nem Jan Mayen - Ogndasfjella-Steinkjer, no condado de Nord-Trøndelag -  63°59′26″N   12°18'28″ L
- no mesmo condado, Grong
- Igreja de Grane
- Igreja de Alstahaug
- Mosjoen, em Vefsn
- Trondheim
- Vilhelmina (comuna) - na Suécia (fora do país).

### Portugal
Existe controvérsia entre autores quanto ao centro geográfico ou geodésico de Portugal Continental. Não consideram para efeitos de cálculo as posições geográficas e arquipelágicas das Regiões Autónomas no Atlântico Norte.
Uma das duas possibilidades é localizada entre as aldeias de Amêndoa e Arganil, pertencentes ao Concelho de Mação. Coordenadas: 39° 39′ 23,8″ N, 7° 58′ 25,3″ O

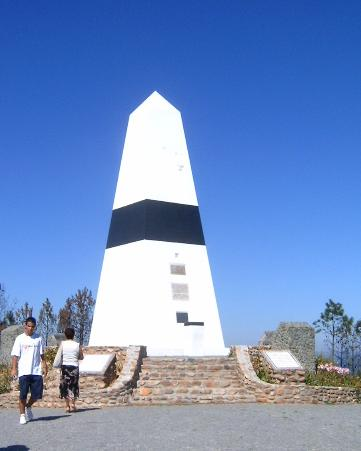
Picoto de Melriça, demarcando o ponto mais consensual do Centro Geodésico de Portugal Continental, concelho de Vila de Rei.

A posição geográfica mais consensual quanto ao Centro Geodésico de Portugal Continental está localizado no concelho de Vila de Rei, na Serra da Melriça, coordenadas: 39° 41′ 40,20619″ N, 8° 07′ 50,06228″ O
É importante referir que Centro Geográfico (ou Geométrico) e Centro Geodésico são conceitos diferentes. 
Os dois pontos indicados acima, são respectivamente o Centro Geográfico e o Centro Geodésico de Portugal, daí a confusão e consequente polémica.

### Reino Unido
Há centros geográficos calculados para: Grã-Bretanha com e sem as ilhas, da Inglaterra, Escócia, Irlanda do Norte, País de Gales, Centro de Retângulo que contem Inglaterra e Gales, ponto mais distante do mar, etc. Pode ser considerada ainda Haltwhistle em Northumberland como o centro da Ilha (Grã-Bretanha) . 53° 52" N  2° 39' O

### Outros da Europa
Há informações, aqui apresentadas com as coordenadas, de pontos considerados como Centro Geográfico dos diversos países europeus. Os critérios são diversos, alguns obtidos por cálculos detalhados, outros considerados por meios mais simples, outros até por critérios políticos. Todos, porém, aparentemente estão num ponto bem central do território de cada país.
- Albânia - Elbasan - 41°06'N    20°04'L
- Alemanha - na Turíngia, a cerca de 10 km a nordeste de Eisenach - 50º58"28,5" N - 10º19'28,4" O).
- Andorra - no oeste da paróquia de Encamp - 42°33'N  1°34'L
- Armênia - Goris – 39°30'N   46°30'L
- Áustria - Bad Aussee, Salzkammergut - 47°36′ N  13°47′ L
- Azerbaijão - entre Läki e Kürdamir - 40°48'N  46°30'L
- Bélgica - Centro Velho de Ittre (Nil-Saint-Vincent-Saint-Martin), em Walhain, Brabante - 50°38′28″N  04°40′5″L
- Bielorrússia - Dudutki (a oeste de Minsk - 53°54'N   27°34"L)
- Bósnia e Herzegovina - entre Travnik e Zenica 44°14'N   17°40'L
- Bulgária - Gabrovo (no Rio Yantra), ao norte da montanha Shipka - Bálcãs (cordilheira) ou Uzama ou Kazanluk - 42°52'N   25°20'L
- Chipre - Dali, próximo a Nicósia - 35°10'N   33°21'L
- Croácia - a rigor seria na Bósnia - aprox. 45°N 17°L - considera-se, porém, Zagreb ou, no litoral, Biograd na Moru.
- Dinamarca - Odder (na Jutlândia, pouco ao sul de Aarhus) - 55°58'N   10°10'L
- Eslováquia - Lubietovsky Vepor - 48°44'N  19°09'L
- Eslovênia - nas proximidades de Spodnja Slkivna e Vace Situla - 46°07'16"N   14°48'51"L
- Espanha - calculado foi o centro geodésico da Península ibérica fica, em Getafe (Cerro de los Angeles), próxima a Madrid (40º18' N - 3º43' O)
- Estônia - paróquia de Suure-Jaani - 58°32"N   25°28'L
- Finlândia - Kajaani, em Kainu - 64°13'N    27°44'O
- Geórgia -a oeste de Gori, no Rio Kura - 41°58'N   43° 50'L
- Grécia (inclui as ilhas a leste) - Delfos - 38°29'N 22°30'L; a pedra Onfalos localizada no templo histórico , já foi considerado como o "umbigo do mundo" pelos antigos.
- Hungria - Pusztavacs, ao sul de Pest 47°02'N   19°48'L
- Irlanda - no Condado de Roscommon - 3 km ao sul de Athlone - 53°26'N   07°57'O
- Islândia - pouco a nordeste do Glaciar de Hofsjökull - 64°49'N  18°49'O
- Kosovo - Drenica (sudeste de Pristina) - 42°30'N 20°50'L
- Letônia - Keipene -- 56°52'N  25°10'L
- Liechtenstein - Gaflei (a leste de Vaduz)  46°20'N    9°33'L
- Lituânia - 6,7 km a nordeste de Kėdainiai 5°17'N  23°58'L
- Luxemburgo - Ettelbrück - 49°36'N   6°7'L
- Macedônia do Norte - Veles - 41°43'12"N    21°47'36" L
- Malta - Liya 35°54'N   14°24' L
- Moldávia - 15 km a norte de Chisinau, entre Straseni e Crivoca - 47°08'N   28°37'L
- Montenegro - entre Nikšić e Kolašin - 42°30'N  19°6'L
- Países Baixos - Amersfort - Utrecht - 52°15'N  5°39'L
- Polônia - Piatek - 30 km norte de Lodz - 54°06'N  19°29'L
- República Checa - Číhošť na Boêmia - 49°44'25"N  15°20' 15" L
- Romênia - Dealu Frumos - Schönberg na Transilvânia - 45°59'N     24°41'L
- Rússia Europeia - no leste do Óblast de Níjni Novgorod - 57°31'N  44°24'L
- San Marino - a nordeste de Monte Titano - 43°45'N   12°27'L
- Sérvia - Arandjelovac - 44°18'N    20°34'L
- Suécia - Flataklocken, Änge - 62°23'15"N  16°19'32"L
- Suíça - Sarnen - 46°53'N     8°14'L
- Turquia - fica na Ásia - Kırşehir (província) a leste de Ancara - 39°9'N   34°10'L
- Ucrânia - no centro do triângulo formado pelos óblasts de Tcherkássi, Kirovogrado e por Oleksandriïa - 49°26'N   32°4'L

## Ásia
Mais de um local reivindica a posição de centro geográfico da Ásia, o qual se encontra na chamada Ásia Central. As diferenças se referem a critérios considerados, tais como a fronteira com a Europa e quais da muitas ilhas que cercam em especial o sudeste do continente são consideradas.
- Kizyl em Tuva, Rússia - 51°43'11"N 94°26'18" L
- Ürümqi em Xinjiang República Popular da China - 43°48' N 87°35' L

### China
O centro geográfico da China fica na província de Gansu 35°50'41"N 103°27'08.
Fica na China o ponto do mundo que está mais afastado do mar (não sendo considerado o Mar Cáspio, por ser interior). Está no Deserto de Dzoosoton Elisen, província de Xinjiang, extremo norte do noroeste do país, próximo a curta Fronteira China-Rússia entre Cazaquistão e Mongólia. Suas coordenadas são 46° 16,8′ N, 86° 40,2′ L e está a 2.648 km do Mar da Arábia.

### Índia
Na Índia há mais de um ponto considerado como centro geográfico: Jabalpur em Madhya Pradesh - 23°10'34"' N 79°56'18" L; Nagpur em Maharashtra - 21°07' N 79°27' L (mais consensual).

### Japão
Considerando só Honshu (ilha maior do sul) - Nagoya 35° 11' N     136° 54' L
Considerando todo Japão (c/ Hokkaido e demais ilhas) - Ueda (prox) 36° 24' N   138° 15' L

### Filipinas
O centro geográfico filipino fica na província (ilha) de Romblon - 13°00'N 122°00'L

### Rússia
O centro geográfico da Rússia fica na extensa Rússia Asiática, no Lago Vivi na Evenkia - 66°25' N 94°25' L, local desabitado. Considerando somente a Rússia Asiática, o centro geográfico fica no nordeste do Krai de Krasnoyarsk - 68°40'N  109°46'L
O Centro Geográfico da antiga União Soviética, que incluía a atual Federação russa e mais 14 países, ficava mais ao sul e mais a oeste, sendo três os supostos "centros":Novosibirsk 56°01'N  82°56'L, Tomsk 56°30'N  84°58'L, Krasnoyarsk 56°01'N  93°04'L.

## África
Não há um estudo disponível sobre esse centro geográfico do continente africano, há, porém, estimativas acerca das coordenadas desse centro geodésico.
Calculado por meio das Latitudes e Longitudes do centro de cada país, devidamente ponderadas pelas áreas desses países, o centro da África estaria no extremo nordeste da Nigéria, próximo ao Lago Chade nas coordenadas 11°N 14ºL.

## Oceania
Em função dos múltiplos arquipélagos e ilhas que formam a Oceania, o centro geográfico definido mais conhecido é aquele da Austrália apenas, a qual, porém, corresponde a mais de 90% da superfície total da Oceania. Fica no - o qual fica no Território do Norte, é o "Lambert Gravitational Center" - 25° 36.607 S - 134° 21.288 E; A cidade da Austrália que fica mais distante do mar é Eromanga (Queensland) (26º40'S  - 146º16'E)

## América

### América do Norte
O Centro Geográfico da América do Norte (do sul do México ao Alasca) é definido como sendo em Rugby (Dakota do Norte)). Coordenadas 48°21'19"N 99°59'57"O; ou 9,5 km a leste de Balta, Condado de Pierce, também no Dakota do Norte Coordenadas 48°10' N 100°10' O.

#### Canadá
Diferentes cálculos levaram a dois centros geográficos canadenses, ambos em Nunavut: nas proximidades do Lago Baker - 61°06'29" N 94°03'25" O; ou em Arviat - 64°19'05" N 96°01'03" O. O país tem muitas ilhas, um litoral extremamente recortado, o que dificulta a definição exata de um centro geográfico.

#### Estados Unidos
São considerados, dentre outros, três centros geográficos para os Estados Unidos da América , sendo os três primeiros marcados por monumentos.
- dos 50 estados (inclui Alasca e Hawai) - a oeste de Castle Rock, Dakota do Sul, no Condado de Butte 44° 58′ N, 103° 46′ O
- dos 48 estados contíguos -próximo a Lebanon, Kansas, no Condado de Smith 39° 50′ N, 98° 35′ O

Nota - O centro dos 49 estados continentais (sem o Hawai) fica muito próximo a esse.
- Centro populacional dos Estados Unidos - Condado de Phelps, Missouri - 37,696987°N   91.809567°O - desde quando é determinado (1790) até atual (2000) esse ponto veio se deslocando para sudoeste (era 39°16'30"N    76°11'12" O em 1790)

#### México
No México o centro geográfico mais aceito é aquele no município de 'Francisco R. Murguía' em Nieves, Zacatecas - 23°55'11" N    102°09'45" O.

### América do Sul
O centro geográfico do continente sul-americano fica no município de Chapada dos Guimarães, Mato Grosso, Brasil - 15° 27′ 38″ S, 55° 44′ 59″ O.
Outros cálculos consideram que o Centro Geodésico da América do Sul fica em Cuiabá, capital do mesmo estado. - 15° 35′ 59″ S, 56° 06′ 05″ O [carece de fontes?]

#### Brasil
O marco histórico, mas não científico, do centro geográfico brasileiro fica na ala norte da Praça dos Girassóis, maior praça pública do país, no município de Palmas, capital do estado do Tocantins - 10° 10′ 59″ S, 48° 20′ 01″ O, onde fica o Monumento à Geodésia.
Porém, em 1958 foi realizada uma expedição com os irmãos Villas Boas para a demarcação do Centro Geográfico Brasileiro na posição 10° 20′ S, 53° 12′ O. Cinquenta anos após foi realizada a Expedição Sergio Vahia, para o mesmo local, onde foi substituído o marco de madeira por um de metal. Este ponto fica localizado dentro da terra indígena Capoto-Jarina, no município de Peixoto de Azevedo (MT), em uma área bastante próxima do local onde aconteceu a queda do Voo Gol 1907, em 2006.

##### São Paulo
O centro geográfico ou centro geométrico paulista fica no município de Dourado, centro de São Paulo, com a seguinte latitude e longitude 22° 02′ 12″ S, 48° 26′ 01″ O
- «Centro geográfico de São Paulo»

#### Argentina
O centro geográfico da Argentina fica em San Roque (Córdoba) - 31° 20′ 40″ S, 64° 27′ 42″ O.

## Antártica
O centro geográfico da Antártica estaria supostamente a cerca de 878 km a nordeste do Polo sul - 82º06'S 54º58'L - no centro geodésico do continente, ponto mais distante do mar, o denominado Polyus Nedostupnosti.
Uma expedição Americano-Norueguesa do início de 2008 descobriu nesse ponto um monumento, um busto, do líder soviético Lenin, a qual é visível a muitos quilômetros e tem a face voltada para Moscou. Fora ali colocada pela 3ª expedição soviética da Antártica em 1958.

## Eurafrásia
O Centro Geográfico da Eurafrásia (Europa + Ásia +África), calculado a partir dos centros geográficos dos três continentes (Vilnius; intermediário entre Kizyl e Urumqi; nordeste da Nigéria), devidamente ponderados com as superfícies dos mesmos, ficaria nas coordenadas 35°12'N - 54°51'L, norte do "Dash-e Kavir" (grande deserto salgado) no nordeste do Irã;
Considerando somente a Eurásia (Europa + Ásia), o centro geográfico teria as coordenadas 48°26"N - 77°9'L, na região Cazaquistão Oriental, Cazaquistão.

## Planeta Terra
O centro geográfico de todas as terras emersas, da superfície do planeta Terra, do conjunto de suas sete grandes massas continentais e de todas ilhas, teve sua definição feita por Charles Piazzi Smyth em "Our Inheritance in the Great Pyramid" (1880). Uma definição imprecisa, marcada por um certo misticismo, pois define esse ponto como sendo nas Pirâmides de Gizé (29º58'45" N - 31º08'01" E).
Em seus estudos, Percy Smith havia definido o Meridiano 30 E e o Paralelo 30 N como as coordenadas do centro das terra, inclusive com argumentos de que essas são as linhas que passam por mais terras. O paralelo 30º N é realmente uma boa aproximação para um círculo passando por mais terras em termos absolutos. Porém, sendo a terra uma esfera, o círculo meridiano (360º) que passa por mais terras fica nas proximidades das longitudes opostas 109º + Leste e 71º Oeste. Não o meridiano 30º , citado por "Smith", que tem um antimeridiano (150º O) quase todo marítimo, sem passar por terras.
Com o formato (quase totalmente) esférico da terra, o centro geográfico das superfícies emersas não poderia ser definido com base de uma projeção cartográfica cilíndrica cujas bordas ficam nas cercanias do Meridiano 180ºE/O. Esse ponto sequer ficaria na superfície do planeta, mas num ponto dentro da esfera.
A projeção desse ponto interno, via raio terrestre, sobre a superfície do planeta, a esfera, definiria o que pode ser chamado centro geométrico da superfície emersa da terra. Seria um ponto da superfície que fosse como um polo de um hemisfério que concentrasse mais terras, oposto a um hemisfério quase totalmente oceânico.
Esse seria o polo do chamado Hemisfério continental, situado na Bretanha, noroeste da França.

## Capitais centrais
Há capitais de países que se situam bastante próximas ao centro geográfico dos mesmos, sendo inclusive reconhecidas como tal de forma folclórica, por tradição. Aqui são listados esses países.
Aqueles com capitais mais centralizadas são: Belize, Bielorrússia, Colômbia,  Costa Rica, Espanha, Namíbia, Ruanda. Podem também ser considerados como nações cujas capitais ficam bem próximas aos centros geográficos, como as seguintes: Arábia Saudita, Bangladesh, Bélgica, Burkina Faso, Chile, Eritreia, Itália (se incluídas Sicília e Sardenha), Letônia, Madagascar, Moldávia, Nigéria, Tanzânia. Isso vale também para países insulares, e arquipélagos como Japão, Maldivas, Nova Zelândia e São Cristóvão e Nevis.

## Centro fora do território
Há países que, por seu formato muito irregular (tipo "ferradura", por exemplo) ou por ser um arquipélago, podem, em função de critérios de determinação, ter o Centro Geográfico fora do país, em um país vizinho, ou no oceano (ainda que nas áreas territoriais do país). Nesses casos, muitas vezes, é escolhido um ponto próximo, "seco" e "nacional", que tenha uma relativa importância histórica, política, sócio-econômica, para receber o título de Centro Geográfico. Isso pode acontecer mesmo em países com centro geográfico dentro do país e de fácil definição, porém próximo a ponto mais significativo por outras razões.
- O caso mais "clássico" é o da Croácia, cujo território como que abraça a Bósnia e Herzegovina, onde fica em realidade o "centro geográfico", no seu conceito clássico, croata.
- O centro geográfico de Fiji fica no Oceano Pacífico entre as duas maiores ilhas que formam o país.
- A Malásia tem seu centro geográfico no Mar da China., entre as duas maiores porções do país (extremo sul da Indochina e norte do Bornéu)
- Diferentes critérios e cálculos podem ou não levar outros países a terem seus centros geográficos fora do seu território "seco":
  - Grécia - centro geográfico no Mar Egeu, em função das muitas ilhas a leste e sul da área continental.
  - Países em "ferradura" ou com cabo de frigideira, com possível C.G. em outro país: Laos (C.G. na Tailândia), Noruega (C.G. na Suécia), Vietnã (C.G. no Laos).
  - Países em "ferradura" com possível C.G. no mar: Cuba, Haiti.
  - Arquipélagos com possível C.G. no mar: Indonésia, Micronésia,Palau, Samoa, São Cristóvão e Nevis, São Cristóvão e Nevis, São Vicente e Granadinas;  Japão (embora Nagoya seja considerada), Nova Zelândia (embora Nelson, no norte da Ilha do Sul, seja considerada),